# Carlos Wizard Martins
Carlos Wizard Martins (nació en 1956) es el fundador y exdueño de Wizard Instituto de Idiomas, una compañía que emplea 45.000 personas, tiene 1.000.000 de alumnos y enseña diez idiomas alrededor del mundo.

## Biografía
Martins nació en la ciudad de Curitiba, estado de Paraná, Brasil. Cuando tenía trece años, él y sus padres se unieron a la Iglesia de Jesucristo de los Santos de los Últimos Días. Fue por medio del convivio con los misionarios de la iglesia que él aprendió inglés. A los 18 años, Martins viajó para los Estados Unidos, donde trabajó en Newark, New Jersey, por algún tiempo.
A los 19 años, Martins siguió para Portugal y sirvió como voluntario en una misión de la Iglesia y más tarde vino a servir también como obispo. En 1980, volvió a los Estados Unidos con su esposa y sus hijos para estudiar en la Brigham Young University, donde se graduó en Ciencias de Computación y Estadística.
Trabajó como analista de sistemas en Brasil y luego se percató que ganaba más dinero enseñando a sus colegas y así formó la red Wizard Instituto de Idiomas.
Martins y su esposa, Vania Pimentel, son padres de seis hijos.
De 2001 hasta 2005, Martins sirvió como presidente de la misión de la iglesia mormona en la ciudad de João Pessoa (estado de Paraíba, región nordeste de Brasil). Anteriormente Martins sirvió por varios años como presidente de la Rama Castelo en la ciudad de Campinas, Brasil.
En 2002, Martins escribió el libro de autoayuda Vencendo a Própria Crise (Venciendo la Propia Crisis).
Su libro lanzado en 2012 Desperte o milionário que há em você (Despierte el millonario que hay en usted) fue un superventas brasileño.
En el año de 2013 vendió su empresa, el Grupo Multi, al grupo británico Pearson, convirtiéndose en mayor escuela de idiomas del mundo.